# Sound & Color
Sound & Color — 2-й студійний альбом американського рок-гурту Alabama Shakes, представлений 21 квітня 2015 року.
Платівка одразу ж очолила американський чарт Billboard 200 та досягла топ-10 у таких країнах як Австралія, Нова Зеландія, Швейцарія та Велика Британія. Альбом отримав схвалення критиків та 6 номінацій Греммі (включно із номінацією «Альбом року»). Зрештою, альбом переміг у номінаціях «Найкращий альтернативний альбом», «Найкращий дизайн альбому, не класичного», «Найкраще вокальне рок виконання дуетом або гуртом» та «Найкраща рок-пісня».
Найбільш успіший сингл «Don't Wanna Fight» досяг 2-ї позиції у Billboard чарті Adult Alternative Songs.

## Запис
Alabama Shakes почали запис альбому у 2013 році. Вони прослухали багато пісень для натхнення, не зважаючи на те, як ці пісні сприйняті публікою. Гурт орендував студію у Нашвіллі на тривалий час, проте через насичений графік так і не було записано жодної пісні. На той момент у музикантів не було
кінцевого бачення альбому.

## Комерційний успіх
Альбом дебютував на першомі місці чарту Billboard 200. Протягом першого тижня було продано 96 000 копій (станом на грудень 2015 року - більше 300 000 копій платівки).

## Реакція критиків
Загалом альбом отримав позитивні відгуки. На ресурсі Metacritic платівка отримала 80 балів із 100 (на основі 34-х оглядів), що свідчить про «загалом позитивні огляди».

### Нагороди
Sound & Color отримав 6 номінацій на 55-ій церемонії «Греммі» та переміг у 4-х: «Найкращий альтернативний альбом», «Найкращий дизайн альбому, не класичного», «Найкраще вокальне рок виконання дуетом або гуртом» та «Найкраща рок-пісня».

## Список композицій
| #     | Назва                 | Тривалість |
| ----- | --------------------- | ---------- |
| 1.    | «Sound & Color»       | 3:02       |
| 2.    | «Don't Wanna Fight»   | 3:53       |
| 3.    | «Dunes»               | 4:18       |
| 4.    | «Future People»       | 3:22       |
| 5.    | «Gimme All Your Love» | 4:03       |
| 6.    | «This Feeling»        | 4:29       |
| 7.    | «Guess Who»           | 3:16       |
| 8.    | «The Greatest»        | 3:50       |
| 9.    | «Shoegaze»            | 2:59       |
| 10.   | «Miss You»            | 3:47       |
| 11.   | «Gemini»              | 6:36       |
| 12.   | «Over My Head»        | 3:51       |
| 47:26 |                       |            |

| Японське iTunes видання | Японське iTunes видання | Японське iTunes видання |
| #                       | Назва                   | Тривалість              |
| ----------------------- | ----------------------- | ----------------------- |
| 1.                      | «Drive By Baby»         | 2:20                    |
| 2.                      | «Joe»                   | 4:00                    |

| Міжнародні додаткові композиції | Міжнародні додаткові композиції | Міжнародні додаткові композиції |
| #                               | Назва                           | Тривалість                      |
| ------------------------------- | ------------------------------- | ------------------------------- |
| 1.                              | «Joe»                           | 4:00                            |
| 2.                              | «Makin' Me Itch»                |                                 |

| Target Exclusive Bonus CD | Target Exclusive Bonus CD                         | Target Exclusive Bonus CD |
| #                         | Назва                                             | Тривалість                |
| ------------------------- | ------------------------------------------------- | ------------------------- |
| 1.                        | «Gimme All Your Love (Live from the Artists Den)» | 4:13                      |
| 2.                        | «The Greatest (Live from the Artists Den)»        | 3:19                      |
| 3.                        | «Joe (Live from the Artists Den)»                 | 3:35                      |

## Сертифікація
| Країна     | Сертифікація | Продажі |
| ---------- | ------------ | ------- |
| США (RIAA) | Золотий      | 500 000 |

## Зовнішні посилання
- «Sound & Color» [Архівовано 9 січня 2016 у Wayback Machine.] на ресурсі Allmusic;
- «Sound & Color» [Архівовано 8 липня 2015 у Wayback Machine.] на ресурсі Discogs;